# 下村湖人
下村 湖人（、1884年（明治17年）10月3日 - 1955年（昭和30年）4月20日）は、日本の小説家、および社会教育家。本名は下村 虎六郎（）、旧姓は内田（）。
佐賀県神埼郡崎村（現神埼市千代田町崎村）出身。東京帝国大学英文科卒。大学卒業後に母校佐賀中学校教師や鹿島中学校校長等を歴任。教職辞任後は、同郷で高校・大学同窓の田澤義鋪に従い、講演や文筆活動で社会教育に尽力。青少年に影響を与えた『次郎物語』の著者として知られる。

## 経歴

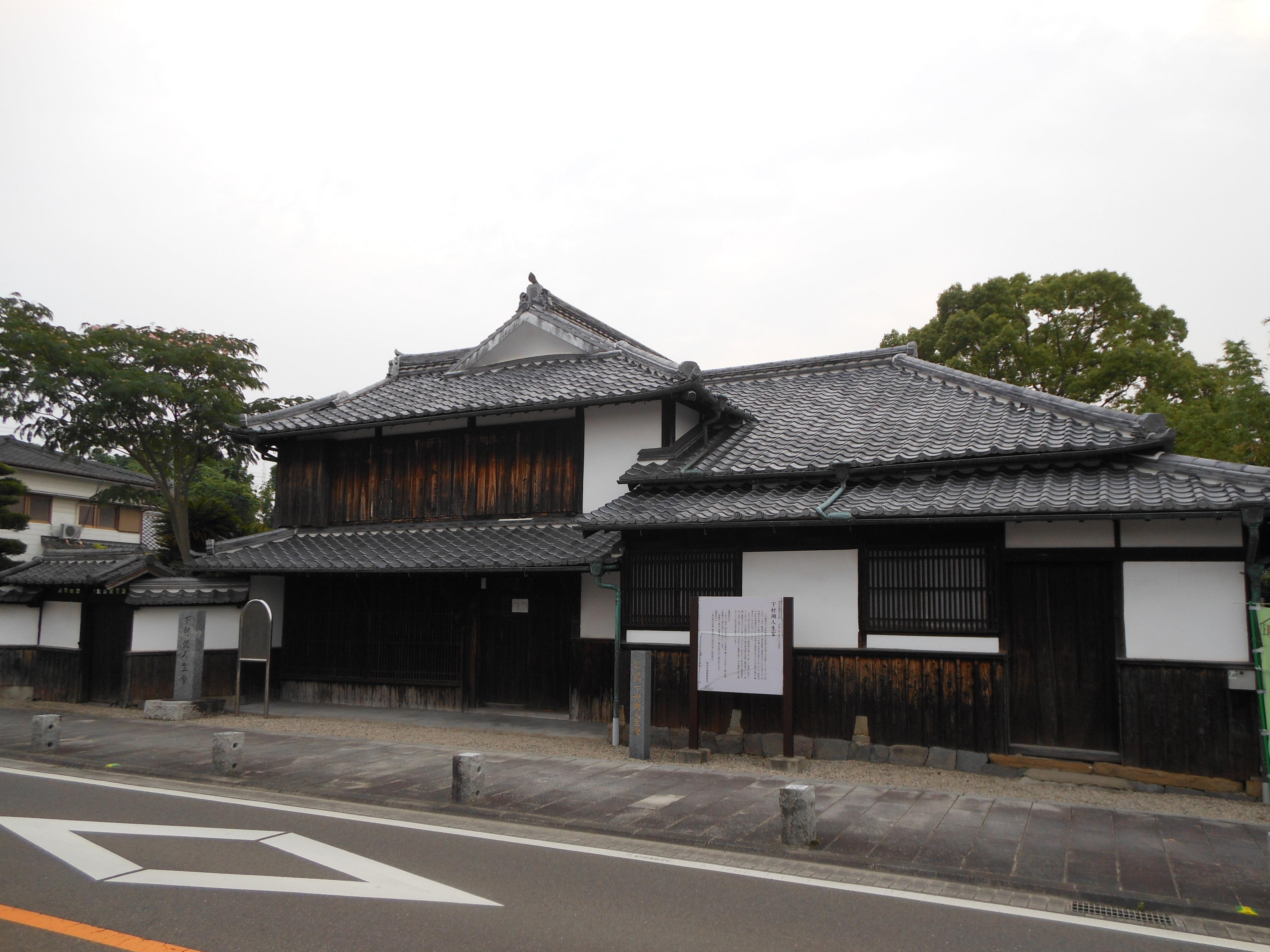
下村湖人の生家（佐賀県神埼市）

### 学生時代
生まれて間もなく里子に出されるが、4歳の時に実家に戻る。佐賀中学校時代から、雑誌に詩歌を内田 夕闇（うちだ ゆうあん）の筆名で投稿。このころから、高田保馬、中島哀浪、山口亮一らと親交があった。熊本の第五高等学校では、高田とともに五高校交友誌「龍南」の編集委員を務め、その文才は五高随一と謳われた。東京帝国大学在学中には、「帝国文学」に小説や詩歌を発表し編集委員を務める。

### 教職員時代
大学卒業後は、学資支援等を受けていた下村辰右衛門の長女菊千代と結婚し養子に入る。このころから下村 虎人（しもむら こじん）の筆名を使い始めた。佐賀中学校教師・唐津中学校教頭・鹿島中学校校長・唐津中学校校長を務め、さらに同郷の田澤義鋪の勧めで台中第一中学校校長・台北高等学校校長を歴任した後、1931年（昭和6年）に教職を辞す。1933年（昭和8年）から4年間にわたって田澤が主宰していた日本青年館別館「浴恩館」に設置された大日本青年団講習所の所長となっている。

### 文筆・講演活動時代
1932年（昭和7年）より、本格的な作家活動に入った下村は、吉田絃二郎に筆名の「虎人」が「少し固すぎる」といわれたのを機に、これを尊敬するスコットランドの詩人ウォルター・スコットの代表作『湖上の美人』 に拠って「湖人」と替えた。そして1936年（昭和11年）から代表作『次郎物語』の連載を雑誌「青年」で開始する。
1938年（昭和13年）壮年団中央理事。翌年には「煙仲間運動」を提唱、戦後まもない1947年（昭和22年）にはNHKから「郷土建設と小豆島の煙仲間」が放送されている。1942年には小山書店発行の「新風土」誌上で『続次郎物語』連載開始。1948年（昭和23年）には復刊された「新風土」で『次郎物語』第四部の連載を開始。1953年（昭和28年）には全日本青年産業振興会顧問兼監事になっている。
1954年（昭和29年）には『次郎物語』第五部を上梓し、田澤義鋪の伝記『この人を見よ』を脱稿するが、このころから病床に伏すようになる。1955年4月20日午後11時2分、脳軟化症と老衰のため東京都新宿区百人町の自宅書斎で死去した。70歳没。戒名は覚性院文園徳潤居士。下村は『次郎物語』の第五部「あとがき」に「戦争末期の次郎を第六部、終戦後数年たってからの次郎を第七部として描いてみたいと思っている」と書いていて、下村の1955年の死去で、未完に終った作品である。

## 著作
内田夕闇
- 『冬靑葉　歌集』 新政社、1933年

下村虎六郎 / 下村虎人
- 『人生を語る』 泰文館、1933年
- 『敎育的反省』 泰文館、1934年
- 『凡人道』 日本靑年館、1934年
- 『眞理に生きる』 泰文館、1935年
- 『魂は歩む』 泰文館、1936年

下村湖人

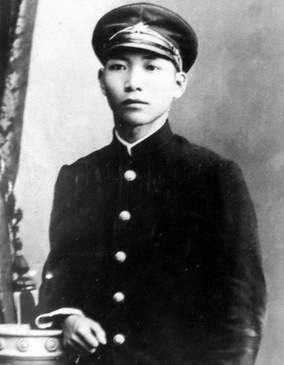
学生時代の内田虎六郎

- 『人閒生活の意義』 佐藤新興生活館、1937年
- 『論語物語』 大日本雄辨會講談社、1938年
 　のち角川文庫・ポプラ社・旺文社文庫・講談社学術文庫、河出文庫、興陽館ほか
- 『自己表現と奉仕』 泰文館、1940年
- 『塾風教育と協同生活訓練』 三友社、1940年
- 『修道夜話』 泰文館、1941年
- 『佐藤信淵』 大日本雄辨會講談社、1942年　のち偉人傳文庫
- 『靑少年のために』 小山書店、1943年
- 『心窗記』 開隆堂出版、1943年
- 『煙仲間』 偕成社、1943年
- 『若き建設者』 第一書房、1943年
- 『我等の誓願』 小山書店、1944年
- 『教育の新理念と農村文化』 日光書院・日本建設新書、1947年
- 『次郎物語』第一部〜第四部、小山書店、1947–49年
 　のち角川文庫・新潮文庫・旺文社文庫・ポプラ社文庫・偕成社文庫・岩波文庫
- 『眼ざめ行く子ら』 海住書店、1951年
- 『少年のための次郎物語』 学童社（1・2）、1951–52年
- 『人生随想  心窓去来』 高風館、1951年
- 『現代訳 論語』 池田書店、1954年
 　のち角川文庫、PHP研究所（選書）、興陽館
- 『青年の思索のために』 新潮文庫、1955年 のち改版
 　のちPHP研究所（選書）、まどか出版、ごま書房新社
- 『隣人』 池田書店「全集 4」、国土社「全集 9」
- 「下村湖人全集」全18巻、池田書店、1955–57年
- 「下村湖人全集 新版」全10巻、池田書店、1965年
- 『この人を見よ － 田澤義鋪の生涯』 同顕彰会、1966年
- 「下村湖人全集」全10巻、国土社、1975–76年
- 『下村湖人全短歌集成』 吉川出善編、池田書店、2004年